# Controles comunes personalizados CSharp
La plataforma .NET desde su versión 1.1 ofrece la facilidad de poder generar controles comunes personalizados para satisfacer las necesidades de los desarrolladores que necesitan agregar, quitar o modificar el comportamiento, la funcionalidad y el diseño de cualquier control común (System.Windows.Forms.Control).

## Clase Control
En la clase Control (System.Windows.Forms.Control) se encuentran contenidos los siguientes controles comunes perzonalizables.
- AxHost
- ButtonBase
- DataGrid
- DataGridView
- DateTimePicker
- GroupBox
- Label
- ListControl
- ListView
- MdiClient
- MonthCalendar
- PictureBox
- PrintPreviewControl
- ProgressBar
- ScrollableControl
- ScrollBar
- Splitter
- StatusBar
- TabControl
- TextBoxBase
- ToolBar
- TrackBar
- TreeView
- WebBrowserBase

## Ejemplo
Suponiendo que se necesita hacer una representación dinámica de un gráfico, para el cual es necesario que los vértices y aristas se comporten como botones para que se pueda hacer click sobre ellos; es necesario personalizar un botón (System.Windows.Forms.Button) de la siguiente manera:

### Vértice
Se representa como un circulo con un identificador alfanumérico interno; plano, sin relleno (transparente), sin cambios al hacer click sobre el.

#### Definición de la clase
```
class
 
Vertice
 
:
 
Control

{

    
private
 
string
 
identificador
;

    
public
 
string
 
Identificador
  
{
 
set
 
{
 
this
.
identificador
  
=
 
value
;
 
}
 
get
 
{
 
return
 
this
.
identificador
;
  
}
 
}

   

    
public
 
Vertice
(
string
 
identificador
)

    
{

        
//

    
}

}

```

#### Constructor
```
public
 
Vertice
(
string
 
identificador
)

{

    
this
.
identificador
 
=
 
identificador
;

    
//Propios del control

    
this
.
Enabled
 
=
 
true
;
                
//Habilita el control

    
base
.
CreateControl
();
               
//Forza a crear el control

}

```

#### Eventos personalizados
```
protected
 
override
 
void
 
OnCreateControl
()

{

    
using
(
var
 
zona
 
=
 
new
 
GraphicsPath
())

    
{

        
zona
.
AddEllipse
(
new
 
Rectangle
(
0
,
 
0
,
 
25
,
 
25
);

        
this
.
Region
 
=
 
new
 
Region
(
zona
);
 
//La región del botón ahora es un círculo

    
}

    
base
.
OnCreateControl
();

}

protected
 
override
 
void
 
OnPaint
(
PaintEventArgs
 
pevent
)

{

    
Brush
 
brushFuente
;

    
Rectangle
 
cajaVertice
;

    
StringFormat
 
formato
;

    

    
pevent
.
Graphics
.
SmoothingMode
 
=
 
System
.
Drawing
.
SmoothingMode
.
AntiAlias
;

    
pevent
.
Graphics
.
Clear
();

    
formato
 
=
 
new
 
StringFormat
();

    
formato
.
Alignment
 
=
 
StringAlignment
.
Center
;

    
formato
.
LineAlignment
 
=
 
StringAlignment
.
Center
;

    
brushFuente
 
=
 
new
 
System
.
Drawing
.
SolidBrush
(
System
.
Drawing
.
Color
.
Black
);

    
cajaVertice
 
=
 
new
 
System
.
Drawing
.
Rectangle
(
0
,
 
0
,
 
25
,
 
25
);

    
pevent
.
Graphics
.
DrawEllipse
(
new
 
System
.
Drawing
.
Pen
(
System
.
Drawing
.
Color
.
Black
),

                                
3
,
 
cajaVertice
);

    
pevent
.
Graphics
.
DrawString
(
this
.
Identificador
,

                               
new
 
System
.
Drawing
.
Font
(
"Arial"
,
 
12
),

                               
brushFuente
,
 
cajaVertice
,
 
formato
);

}

```

### Arista
Se representa como una linea recta que une a 2 vértices en cualquier parte del área cliente; con relleno, sin cambios al hacer click sobre ella.

#### Definición de la clase
```
class
 
Arista
 
:
 
Control

{

    
private
 
Vertice
 
origen
;

    
private
 
Vertice
 
destino
;

	
private
 
Arista
 
siguiente
;

    
public
 
Vertice
 
Origen
    
{
 
set
 
{
 
this
.
origen
    
=
 
value
;
 
}
 
get
 
{
 
return
 
this
.
origen
;
   
}
 
}

    
public
 
Vertice
 
Destino
   
{
 
set
 
{
 
this
.
destino
   
=
 
value
;
 
}
 
get
 
{
 
return
 
this
.
destino
;
  
}
 
}

    
public
 
Arista
  
Siguiente
 
{
 
set
 
{
 
this
.
siguiente
 
=
 
value
;
 
}
 
get
 
{
 
return
 
this
.
siguiente
;}
 
}

    

    
public
 
Arista
(
Vertice
 
origen
,
 
Vertice
 
destino
)

    
{

        
//

    
}

}

```

#### Constructor
```
public
 
Arista
(
Vertice
 
origen
,
 
Vertice
 
destino
)

{

    
this
.
origen
    
=
 
origen
;

    
this
.
destino
   
=
 
destino
;

    
this
.
siguiente
 
=
 
null
;

    
//Propios del control

    
this
.
Enabled
   
=
 
true
;

    
base
.
CreateControl
();

}

```

#### Eventos personalizados
Hay que tener en cuenta que por definición en el método System.Drawing.Drawing2D.GraphicsPath.AddLine agrega una linea con grosor cero (sin volumen), ya que normalmente se espera que la región se forme a partir de una figura cerrada, por lo que es necesario especificar un ancho para que esta linea tome un grosor mayor a cero y con esto el nuevo botón sea visible en el área cliente al momento de dibujarlo.
```
protected
 
override
 
void
 
OnCreateControl
()

{

    
using
(
var
 
zona
 
=
 
new
 
GraphicsPath
())

    
{

        
zona
.
AddLine
(
this
.
origen
.
Location
.
X
 
+
 
20
,

                     
this
.
origen
.
Location
.
Y
 
+
 
20
,

                     
this
.
destino
.
Location
.
X
 
+
 
20
,

                     
this
.
destino
.
Location
.
Y
 
+
 
20
);

        
zona
.
Widen
(
new
 
Pen
(
System
.
Drawing
.
Color
.
Black
,
 
2
));
 
//Default = Black, 0

        
this
.
Region
 
=
 
new
 
Region
(
zona
);
    
//La región del botón ahora es una linea

    
}
                                      
//con grosor de 2 unidades

    
base
.
OnCreateControl
();

}

protected
 
override
 
void
 
OnPaint
(
PaintEventArgs
 
pevent
)

{

    
superficie
.
SmoothingMode
 
=
 
SmoothingMode
.
AntiAlias
;

    
superficie
.
DrawLine
(
new
 
Pen
(
System
.
Drawing
.
Color
.
Black
,
 
2
),

                        
this
.
origen
.
Location
.
X
 
+
 
20
,

                        
this
.
origen
.
Location
.
Y
 
+
 
20
,

                        
this
.
destino
.
Location
.
X
 
+
 
20
,

                        
this
.
destino
.
Location
.
Y
 
+
 
20
);

}

```